# Saint-Vincent-de-Paul (Landes)
Saint-Vincent-de-Paul é uma comuna francesa na região administrativa da Nova Aquitânia, no departamento de Landes. Estende-se por uma área de 32,37 km². Em 2010 a comuna tinha 3 387 habitantes (densidade: 104,6 hab./km²).
Essa cidade é a antiga Pouy, onde em 24 de abril de 1581 nasceu são Vicente de Paulo. Mais tarde, em 1868, a localidade teve seu nome mudado em homenagem a esse importante Santo da Igreja Católica.